# Samuel Máñez
José Samuel Máñez Reyes (13 de diciembre de 1972 - † 26 de diciembre de 2002), fue un jugador de fútbol profesional mexicano. Desempeñó la posición de portero y al momento de su muerte, jugaba para el Club Deportivo Tiburones Rojos de Veracruz siendo su portero titular.

## Trayectoria
Samuel Mañez, era originario de Tenexpa, municipio de Técpan de Galeana, en el estado de Guerrero un pueblo entre Acapulco y Zihuatanejo y debutó a los 18 años con Barracudas de Acapulco de la Tercera División, al mando de Abelardo Chino Cortés. 
Tiempo después, fue invitado a entrenar con el equipo los Zorros del Atlas de Guadalajara, cuando estaba a punto de surgir Oswaldo Sánchez, donde estuvo tres meses y más tarde retornó a los Delfines de Acapulco de la entonces Primera división 'A' mexicana, equipo que posteriormente se llamó Guerreros, teniendo como entrenadores a gente como Juan Alvarado, Joaquín Mendoza y Javier "El Kalimán" Guzmán. 
En el torneo de Copa en 1995, Acapulco recibió al Club de Fútbol Atlante y ahí el técnico azulgrana Ricardo La Volpe lo vio y se lo llevó a esta escuadra del máximo circuito. Su debut en la Primera División con los Potros fue el 24 de septiembre de 1995 ante Toros Neza, partido que perdieron 0-3. 
Al finalizar ese campeonato, Mañez fue mandado a los Pumas de la UNAM, pero no se arregló y tuvo que regresar a Acapulco. Ante la falta de un lugar en alguna escuadra, Samuel Mañez optó por irse a Estados Unidos trabajando en el estado de Oregon, con documentación falsa y olvidarse del fútbol. Pero regresó al poco tiempo y volvió al balompié con la Real Sociedad de Zacatecas de la Primera División A, equipo de José Antonio García escuadra con la que jugó una final pero la perdió. Posteriormente fue enviado a jugar con los Freseros de Irapuato equipo también de García.
Mañez fue uno de los actores centrales para que el Club Deportivo Irapuato ganara el ascenso al máximo circuito en el torneo Verano 2000 y se consolidó debajo de la portería en el año y medio que este club existió en la Primera División Nacional. Con el Irapuato en primera división, Mañez jugó en las temporadas de Invierno 2000, Verano 2001 e Invierno 2001, cuando los dueños del club se lo llevaron de la ciudad de Irapuato y lo instalaron en el puerto de Veracruz, formando los Tiburones Rojos.
El portero mexicano emigró con el equipo Irapuato al puerto de Veracruz, donde trabajó al mando del técnico uruguayo Hugo Fernández del argentino Daniel Brailovsky, quien, a su vez, fue sustituido por el mexicano Daniel Guzmán, donde era el portero titular.

## Fallecimiento
El accidente en el cual perdió la vida fue el jueves 26 de diciembre del año 2002 alrededor de las 8:00 horas, en la autopista México-Veracruz, en el tramo Cuitláhuac-La Tinaja. Según los primeros peritajes, emitidos por la Policía de Caminos, dos fueron las causas: exceso de velocidad y el estallamiento de un neumático de la camioneta tipo Explorer, color blanca, marca Ford, placas YCH1565, que dio tres volteretas y derrapó cien metros sobre la cinta asfáltica.
Perdieron la vida el conductor, de nombre Alberto, el portero del Veracruz, Samuel Mañez Reyes de 28 años, que viajaba para presentarse al entrenamiento y reintegrarse a su equipo tras las vacaciones navideñas y Carolina Guevara de 17 años. El accidente dejó un saldo de tres muertos y de seis heridos: su pareja, dos hijos menores de ella y otros tres pasajeros no identificados.